# عامل النسخ HMX3
عامل النسخ HMX3 أو المعدِّل للنشاط غير الجينومي لمستقبلات هرمون الإستروجين هو بروتين يُرمَّز في البشر بواسطة جين PELP1، وهو مثبط نسخي للمستقبلات النووية مثل مستقبلات الهرمونات القشرية السكرية ومحفز لمستقبلات هرمون الإستروجين.